# Bètastuf
Bètastuf of β-stuf staat voor Bèta-STudenten Federatie. De β-stuf is in 1987 opgericht om de stem van studenten binnen de toen net opgerichte Faculteit der Wiskunde en Natuurwetenschappen van de Rijksuniversiteit Groningen zo luid mogelijk te laten klinken.
Doelen van de β-stuf zijn onder meer het uitgeven van de β-wijzer, de alternatieve studiegids van de faculteit, waarin stukjes over alle vakken staan. Deze zijn geschreven door studenten die het vak het afgelopen jaar gevolgd hebben. In de Betawijzer is te lezen of een vak zeer de moeite waard is, of juist bijna niet te volgen.